# Біловодьє
Білово́дьє (рос. Беловодье) — присілок у складі Каменського міського округу Свердловської області.
Населення — 121 особа (2010, 104 у 2002).
Національний склад станом на 2002 рік: росіяни — 80 %.